# Place du Maréchal-Leclerc (Montrouge)
Pour les articles homonymes, voir Place du Maréchal-Leclerc.
La place du Maréchal-Leclerc est un carrefour central de Montrouge, dans les Hauts-de-Seine.

## Situation et accès

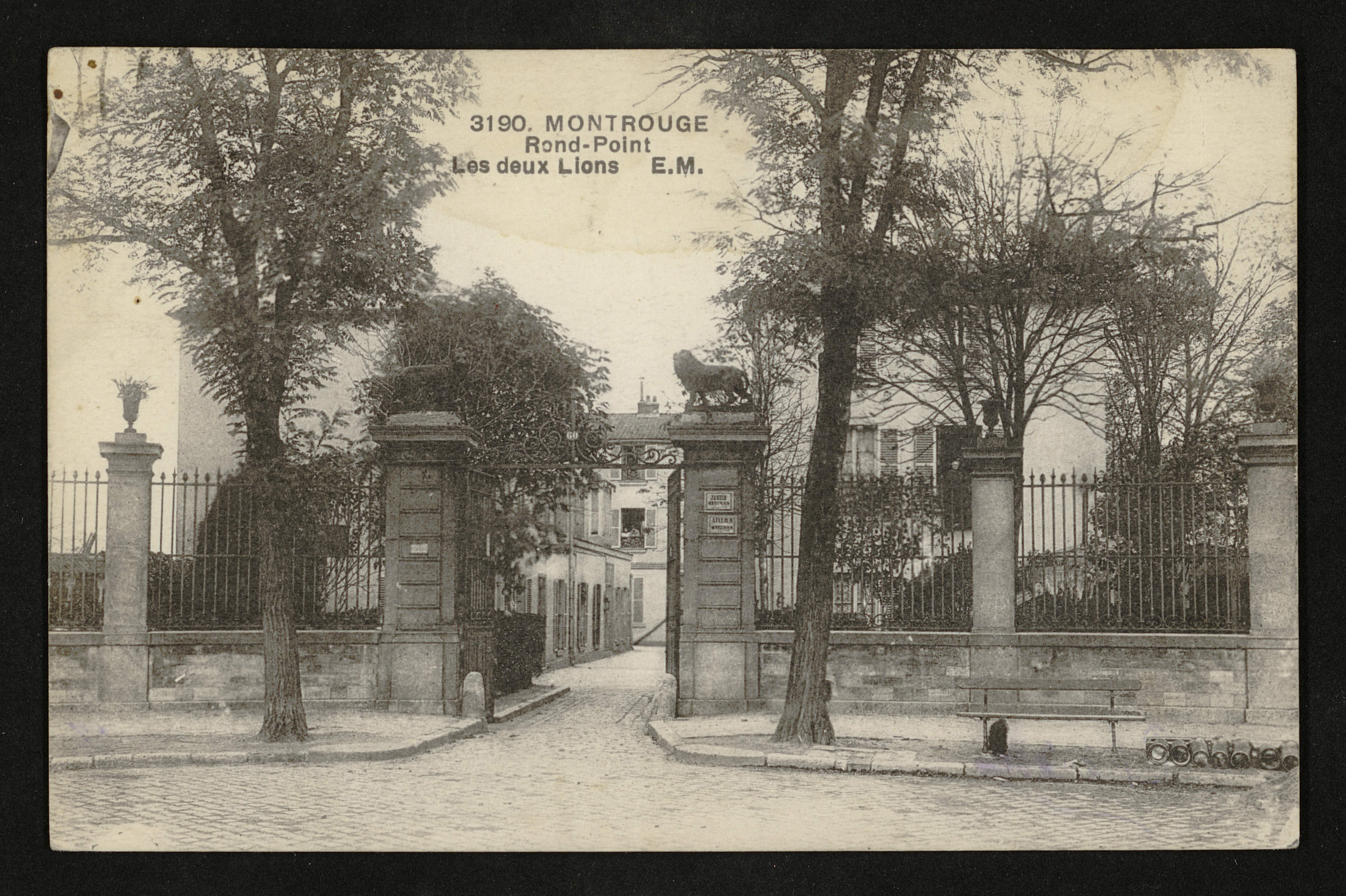
Villa des Lions, vers 1900. Aujourd'hui la rue Sylvine-Candas.

Elle est traversée du nord au sud par l'avenue de la République, rejointe à l'ouest par la rue Sylvine-Candas et à l'est par la rue Louis-Rolland, axe qui formait une allée d'honneur vers les bâtiments des fermes du Père Joseph.
Elle est accessible par la station de métro Mairie de Montrouge sur la ligne 4 du métro de Paris.

## Origine du nom
Cette place porte le nom du Maréchal Philippe Leclerc de Hauteclocque.

## Historique
Elle s'appelait Rond-point de la Victoire jusqu'après-guerre.

## Bâtiments remarquables et lieux de mémoire
- Monument aux morts, sculpté par Eugène Bénet en 1922[2].
- Au nord, emplacement du premier château de Montrouge[3]. Vers 1631, il fut agrandi d'un pavillon carré par François Mansart, probablement pour Charles de L'Aubespine, marquis de Châteauneuf-sur-Cher, qui y vivra de 1650 à sa mort en 1663. Il fut démoli en 1815[4].
- Emplacement de la Villa aux Lions, qui tirait son nom des statues qui surmontaient les piles des grilles. Cette villa fut transformée en la rue Sylvine-Candas[5].

## Annexes

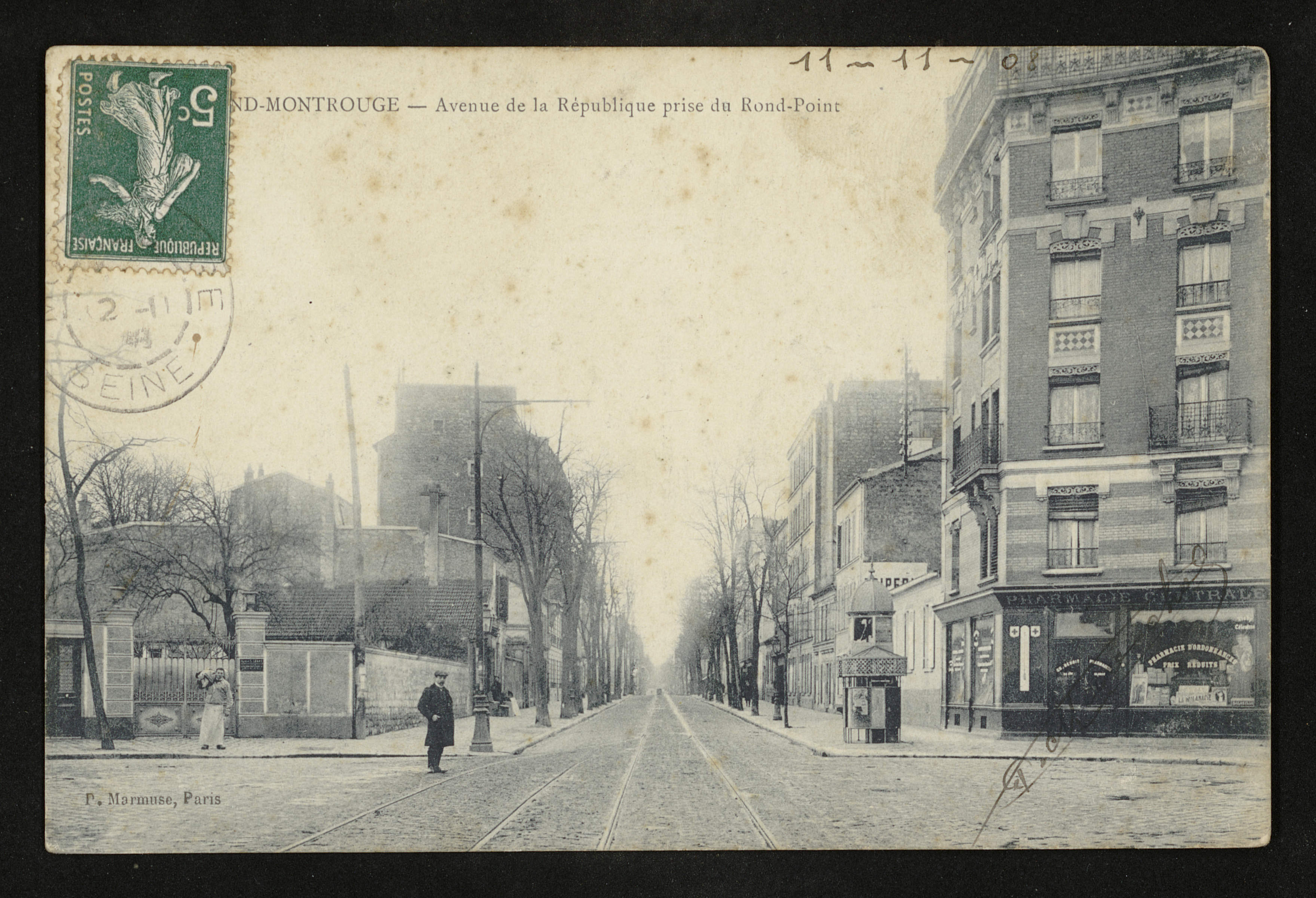
Sud de l'avenue de la République. L'angle gauche de la rue est occupé par un jardin.
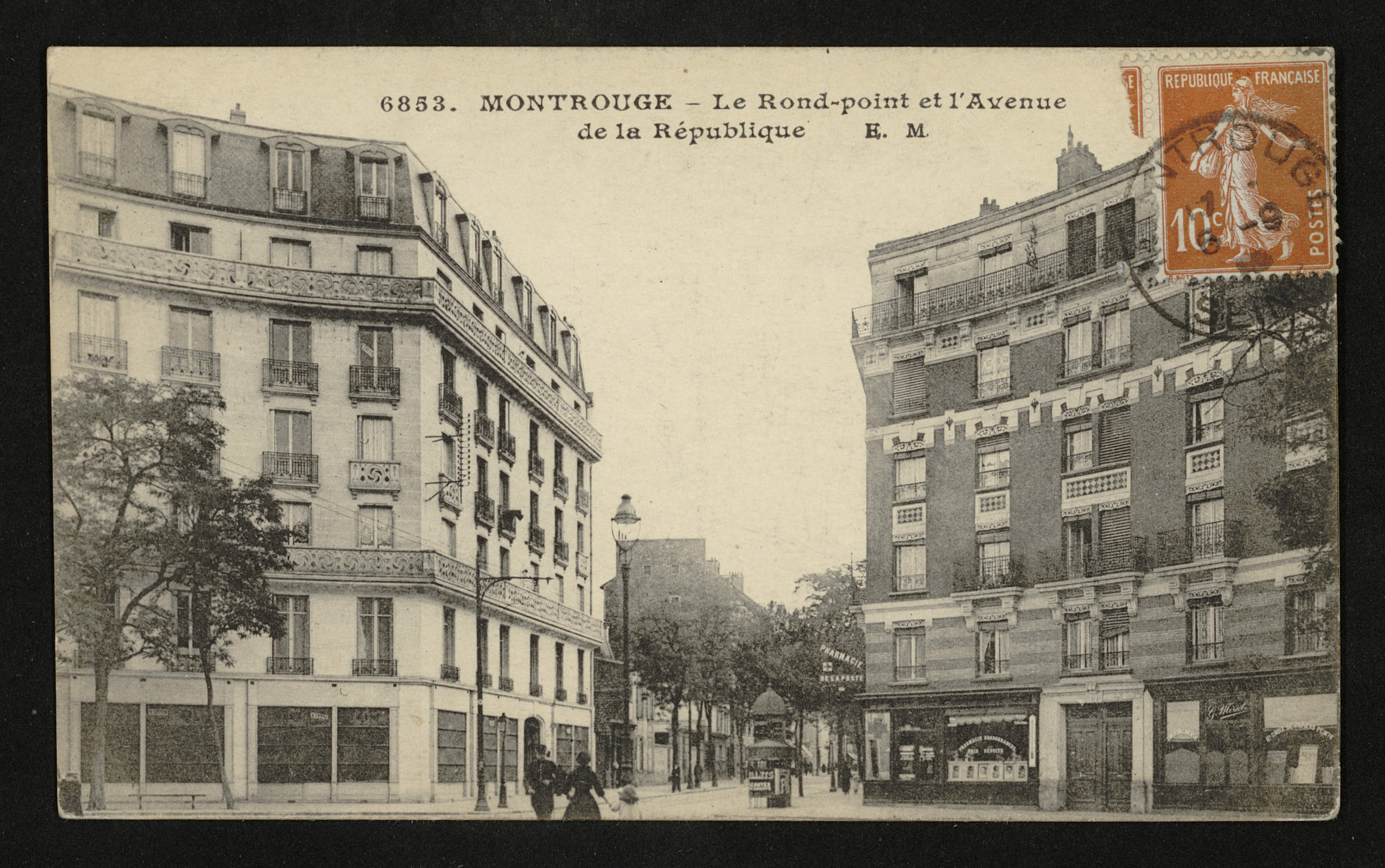
Sud de l'avenue de la République, apparition de l'immeuble de gauche.
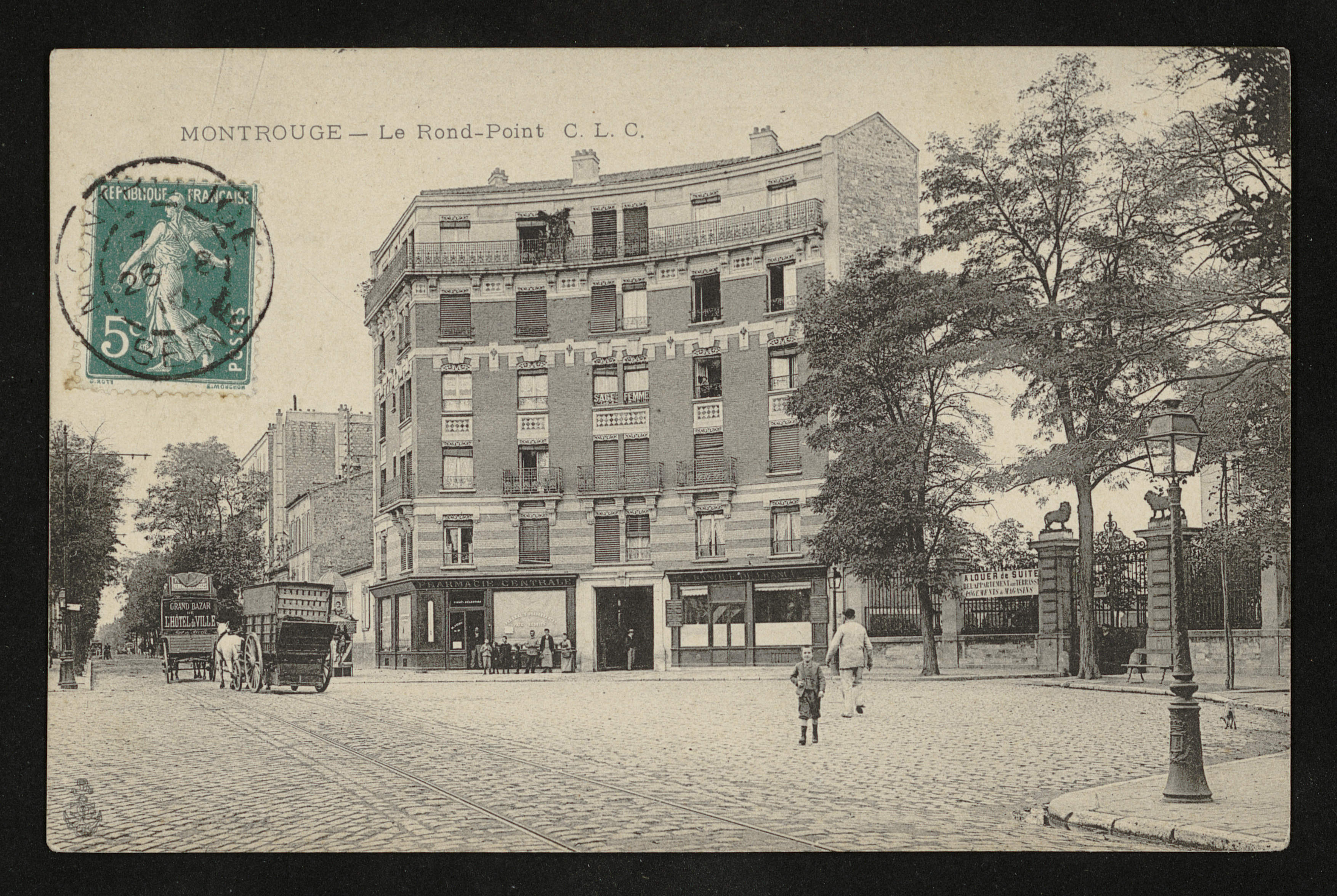
Cet immeuble est toujours présent, La Villa aux Lions se trouve sur la droite.